# The Eraser
The Eraser – pierwszy solowy album studyjny Thoma Yorke'a, wokalisty grupy Radiohead, wydany w lipcu 2006 przez niezależną brytyjską wytwórnię XL Recordings.
11 maja 2006 Yorke na oficjalnej stronie Radiohead zamieścił bez komentarza link do strony  theeraser.net. Dwa dni później, w e-mailu wysłanym do właścicieli kilku fanowskich stron Radiohead, zapowiedział wydanie albumu i wyjawił niektóre dotyczące go szczegóły.
Producentem albumu, zawierającego utwory autorstwa i w wykonaniu Yorke'a, był Nigel Godrich. Album zawiera „więcej elektronicznych brzmień” i opatrzony jest okładką projektu Stanleya Donwooda przedstawiającą króla Kanuta Wielkiego próbującego bezskutecznie zapanować nad oceanem.
Reżyser Richard Linklater powiedział w wywiadzie dla magazynu filmowego „Premiere”, że ścieżka dźwiękowa jego filmu pt. „Przez ciemne zwierciadło” (A Scanner Darkly) (zrealizowany w 2006 rok) będzie zawierać  pochodzący z albumu Yorke'a utwór „Black Swan”.

## Lista utworów
1. „The Eraser” – 4:55
2. „Analyse”  – 4:02
3. „The Clock” – 4:13
4. „Black Swan” – 4:49
5. „Skip Divided” – 3:35
6. „Atoms for Peace” – 5:13
7. „And It Rained All Night” – 4:15
8. „Harrowdown Hill” – 4:38
9. „Cymbal Rush” – 5:15